# Lasek Alfreda
Lasek Alfreda (nazywany także parkiem Alfreda) – zespół zieleni urządzonej w Katowicach, w dzielnicy Wełnowiec-Józefowiec, pomiędzy aleją Wojciecha Korfantego a placem Alfreda, w rejonie kolonii Alfred.
Lasek Alfreda ma powierzchnię 15,88 ha. Położony jest pomiędzy aleją Wojciecha Korfantego, Placem Alfreda, ul. Alfreda, ul. Telewizyjną, ul. Ignacego Daszyńskiego i ogródkami działkowymi (POD Florian). Stanowi on fragment lasu liściastego, nabierającego cech lasu naturalnego, częściowo pochodzącego z naturalnych odnowień z udziałem topoli osiki, klonu zwyczajnego i klonu jawora, robinii akacjowej i brzozy brodawkowatej. Obszar jest miejscem gniazdowania ptaków.
Nazwa „Lasek Alfreda” została wprowadzona uchwałą Rady Miasta Katowice nr X/139/11 z 30 maja 2011 roku, choć funkcjonowała już wcześniej jako nazwa zwyczajowa. W uzasadnieniu decyzji Rady Miasta Katowice napisano, że:

Nadanie w/w nazwy to utrwalenie tradycyjnego określenia tego terenu, zwyczajowo używanego wśród mieszkańców dzielnicy. Podkreśla ono tożsamość tej części miasta i jej wartość dla zamieszkujących.

Uchwała weszła w życie 14 lipca 2011 roku. Grunty, na których zlokalizowany jest lasek, są własnością miasta Katowice.